# Kathe Koja
Kathe Koja (ur. 1960 w Detroit) – amerykańska pisarka, autorka m.in. fantastyki i horrorów, twórczyni literatury dla młodzieży i dorosłych.
Ukończyła studia na Michigan State University. Za swoją twórczość otrzymała nagrody: Nagrodę Brama Stokera oraz Nagrodę Locusa (obie za swój debiut powieściowy Zero), Deathrealm Award (za powieść Dziwne anioły), Humane Society Kids in Nature's Defense honor, Henry Bergh Award (obie za powieść Włóczęga), International Reading Association Children's Book Award, Society of Midland Authors Children's Fiction Award (za powieść Młody Budda).
Jest zamężna z artystą Rickiem Liederem. Ma syna. Mieszka w Nowym Jorku.

## Dzieła

### Powieści dla dorosłych
- The Cipher (1991; wydanie polskie Zero 2000)
- Bad Brains (1992; wydanie polskie Urazy mózgu 1996)
- Skin (1993)
- Strange Angels (1994; wydanie polskie Dziwne anioły 1997)
- Kink (1996; wydanie polskie Fetysz 2013)
- Under the Poppy (2010)
- The Mercury Waltz (2014)

### Powieści dla młodzieży
- Straydog (2002; wydanie polskie Włóczęga 2004)
- Buddha Boy (2003; wydanie polskie Młody Budda 2004)
- The Blue Mirror (2004)
- Going Under (2006)

### Zbiór opowiadań
- Extremities (1997)

### Nowele
- Distances (1988)
- Bad Brains (excerpt) (1992)
- The Witches of Delight (wraz z Barrym N. Malzbergiem 1995)

### Opowiadania
- Happy Birthday, Kim White (1987)
- Professional Image (1988)
- Skin Deep (1989)
- Points of View (1989)
- The Energies of Love (1989)
- Illusions in Relief (1990)
- True Colors (1990)
- Reckoning (1990)
- Command Performance (1990)
- Impermanent Mercies (1991)
- Bird Superior (1991)
- The Neglected Garden'' (1991)
- Angels in Love (1991)
- Angels' Moon (1991)
- Teratisms (1991)
- By the Mirror of My Youth (1992)
- Letting Go (1992)
- The Company of Storms (1992)
- Persephone (1992)
- Ballad of the Spanish Civil Guard (1993)
- I Shall Do Thee Mischief in the Wood (1993)
- Leavings (1993)
- Rex Tremandae Majestatis (wraz z Barrym N. Malzbergiem; 1993)
- The High Ground (wraz z Barrym N. Malzbergiem; 1993)
- The Timbrel Sound of Darkness (wraz z Barrym N. Malzbergiem; 1993)
- Metal Fatigue (1993)
- Arrangement for Invisible Voices (1993)
- In the Greenhouse (wraz z Barrym N. Malzbergiem; 1994)
- Modern Romance (wraz z Barrym N. Malzbergiem; 1994)
- The Careful Geometry of Love (wraz z Barrym N. Malzbergiem; 1994 – wydanie polskie w czasopiśmie Fenix 1996 Ostrożna geometria miłości)
- The Disquieting Muse (1994; wydanie polskie czasopiśmie Fenix 1996 Niepokojąca muza)
- Queen of Angels (1994)
- Literary Lives (wraz z Barrym N. Malzbergiem; 1994)
- Buyer's Remorse (wraz z Barrym N. Malzbergiem; 1995)
- Girl's Night Out (wraz z Barrym N. Malzbergiem; 1995)
- Jubilee (1995)
- Mysterious Elisions, Riotous Thrusts (wraz z Barrym N. Malzbergiem; 1995)
- Pas de Deux (1995)
- The Unbolted (wraz z Barrym N. Malzbergiem; 1995)
- Waking the Prince (1995)
- DMZ (1995)
- The Unchained (wraz z Barrym N. Malzbergiem; 1995)
- Three Portraits from Heisenberg (wraz z Barrym N. Malzbergiem; 1995)
- Homage to Custom (wraz z Barrym N. Malzbergiem; 1996)
- Ursus Triad, Later (wraz z Barrym N. Malzbergiem; 1996)
- Lady Lazarus (1996)
- The Inverted Violin (1996)
- In the Last Chaamber (wraz z Barrym N. Malzbergiem; 1997)
- Orleans, Rheims, Friction: Fire (wraz z Barrym N. Malzbergiem; 1997)
- Bondage (1998)
- Becoming Charise (2000)
- Jackson's Novelties (2000)
- The Doctrine of Color (wraz z Carterem Scholzem(inne języki); 2000)
- At Eventide (2000)
- What We Did That Summer (wraz z Barrym N. Malzbergiem; 2001)
- Road Trip (2002)
- Remnants (2002)
- Lupe (2003)
- Velocity (2003)
- Anna Lee (2004)
- Ruby Tuesday (2005)
- Fireflies (2006)
- Myths & Legends (2006)
- Far & Wee (2008)
- Clod, Pebble (wraz z Carterem Scholzem; 2010)
- Baby (2011)
- Toujours (2011)
- La Reine D'Enfer (2013)

### Eseje
- Oral Sex on a Man Wearing a Condom or, Literary Criticism and You (1990)
- A Richard Powers Appreciation (wraz z Rickiem Liederem; 1992)
- A Map of Ed Bryant (1995)
- Introduction (With Wounds Still Wet) (1996)
- From a Distance (2003)